# جونغ تاي سي
جونغ تاي سي (بالإنجليزية: Jong Tae-Se) (مواليد 2 مارس 1984 في ناغويا) لاعب كرة قدم كوري شمالي يلعب حاليا لصالح نادي بوخوم الألماني.

## السيرة الذاتية
يعتبر اللاعب جونغ تاي سي أحد مواليد الجيل الثالث من الكوريين الجنوبيين المولودين في اليابان وقد تلقى تعليمة في مدارس مدينة ناغويا. ثم تلقى تعليمه الجامعي في جامعة كوريا حيث انضم إلى نادي الجامعة ضمن فئة الشباب في تلك المرحلة.

## مسيرته مع الأندية
يعلب جونغ تاي سي في مركز الهجوم وقد انضم في عام 2006 لفريق كاواساكي فرونتا الياباني. وقد لعب مع الفريق الياباني 111 مباراة رسمية سجل خلالها 46 هدفا. وفي عام 2010 انتقل إلى نادي بوخوم الألماني بعقد يستمر لعام 2012 كأول لاعب كوري شمالي يحترف في ألمانيا.

## مسيرته الدولية
يحمل الجنسية الكورية الجنوبية ولكنه في وقت لاحق تحصل على جواز سفر من كوريا الشمالية من السفارة في اليابان وهذا ما خوله اللعب ضمن صفوف المنتخب الكوري الشمالي وذلك حسب قواعد اللعبة الفيفا
كان أول ظهور دولي لهذا اللاعب مع المنتخب الكوري الشمالي في عام 2007 وقد حقق معه إنجاز التأهل لـكأس العالم 2010 في جنوب أفريقيا بعد غياب 44 عاما.

## معلومات عن اللاعب
في أولى مباريات منتخب بلادة أمام البرازيل ضمن نهائيات كأس العالم 2010 في جنوب أفريقيا ظهر اللاعب جونغ تاي سي وهو يبكي أثناء عزف السلام الوطني لبلادة حيث اشتهرت اللقطة بكونها أفضل لقطة في كأس العالم في العديد من القنوات الفضائية.

واشتهر اللاعب الكوري الجنوبي بمهاراته الفردية في المرور والتسديد ويملك ميزة الضربات الرأسية والارتقاء العالي كأحد أفضل المهاجمين في الكرة الآسيوية وأطلق عليه لقب «روني اسيا» لما يمتاز به من قوة جسمانية وقوة في الالتحامات.

## روابط خارجية
- جونغ تاي سي على موقع الاتحاد الدولي (مؤرشف)  (الإنجليزية)
- جونغ تاي سي على موقع رابطة كرة القدم اليابانية للمحترفين (اليابانية)
- جونغ تاي سي على موقع دوري كوريا الجنوبية (الإنجليزية)
- جونغ تاي سي على موقع قاعدة بيانات كرة القدم.إي يو (الإنجليزية)
- جونغ تاي سي على موقع بيانات كرة القدم. دي إي (الألمانية)
- جونغ تاي سي على موقع ناشيونال فوتبول تيمز (الإنجليزية)
- جونغ تاي سي على موقع Soccerway.com (الإنجليزية)
- جونغ تاي سي على موقع عالم كرة القدم.نت (الإنجليزية)
- جونغ تاي سي على موقع كووورة